# バチカンのスイス衛兵

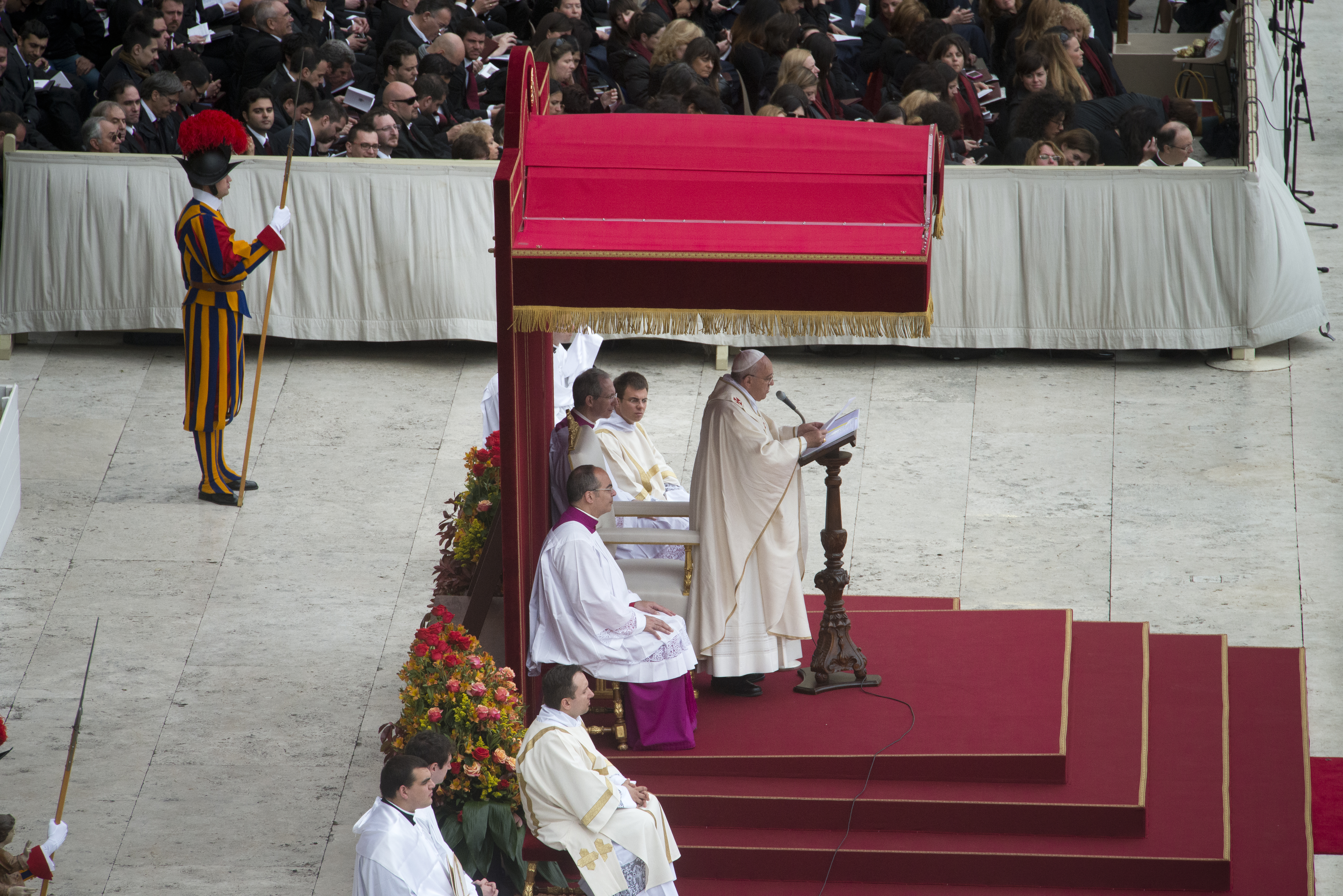
ヨハネ・パウロ2世とヨハネ23世の列聖式での教皇フランシスコとスイス衛兵。

バチカンのスイス衛兵（バチカンのスイスえいへい、ラテン語: Pontificia Cohors Helvetiorum、イタリア語: Guardia svizzera pontificia、ドイツ語: Päpstliche Schweizergarde）は、バチカン市国とローマ教皇を警護する衛兵のことである。スイス傭兵を使用したことから「スイス衛兵」「スイス傭兵」などと言われる。現在のスイスは、傭兵を禁止しているが、儀礼的要素が強いことなどから例外として維持されている。21世紀現在では数少ない傭兵隊であり、現存する国軍では創設時期が最古の軍である。

## 歴史
1505年6月に教皇ユリウス2世は、それまで教皇領では兵士は臨時に傭兵を使用してきたものを改め、常備軍を創設することを決定した。当時、ヨーロッパの傭兵の中では無類の強さで知られていたスイス傭兵が採用された。当時の儀典長ヨハン・ブルハルトの日記によると、ユリウス2世が200人の傭兵を希望し、装備を含む費用をすべて教皇が負担したために創設費用はかなり掛かったという。結局1506年1月22日にカスパール・フォン・ジレネンを歩兵隊長とする150人のスイス傭兵がポポロ門から入り、造営中のサン・ピエトロ大聖堂でユリウス2世に出迎えられたという。
1527年5月6日のローマ劫掠（ローマ略奪）の際には189人のスイス衛兵のうち147人が戦死している。また1571年にヴェネツィア共和国が支配していたキプロス島をオスマン帝国が征服しようとした「ファマグスタの戦い」にスイス傭兵は「教皇の軍隊」として派遣されたほかレパントの海戦にも派遣されている。フランス革命戦争でフランス軍がイタリアに侵攻し、ピウス6世がローマから追放されたときにスイス傭兵は解散させられている。
1860年のイタリア統一以降、教皇領が解体、消滅するとスイス傭兵を雇用する財源がなくなったためにスイス傭兵はレオ13世に対して反乱を起こした。その後ピウス10世（在位：1903年8月4日 - 1914年8月20日）のころにはスイス傭兵のイタリア軍と統廃合が検討されたが、教皇庁との関係を重視したスイス政府の運動によってスイス傭兵は維持されることになった。
ピウス10世以降のスイス傭兵が現在の「バチカンのスイス衛兵」の基礎となっている。当時の隊長ジュール・ルポンによって青、赤、オレンジ、黄色の縞の16世紀ルネサンス時代の制服が復活。盛装においてはこれに襞襟をつけ、モリオンと呼ばれる半月型の板金の2枚合わせにし前後にとがったつばがあるようたたきだし、羽根飾りをつけた兜を着用するようにした。また入隊式などでは上半身にプレートアーマーの鎧を着用するようにした。スイス傭兵の特色である長い斧槍を儀仗の際の武器に採用した。さらにイタリアとは一線を画するためにドイツ系スイス人に限定し採用。隊の使用言語をドイツ語にした。
1970年代にパウロ6世が騎馬衛兵、宮殿衛兵を廃止したために、衛兵としての任務に限定された。装飾的な制服と武器はサーベルと斧槍のみであるなど儀仗兵としての性格が強くなったが、1982年のヨハネ・パウロ2世狙撃事件以降、催涙スプレー、小型拳銃の携行が導入されるなど実際的な教皇の身辺警護に対応できるように改められた。これら近代的な装備や訓練の実態は国家機密になっている。2019年には3Dプリンタによるプラスチック製のヘルメットが導入された。
21世紀現在、スイスではスイス衛兵はスイスの雇用を担うものとして考えられている。月収は1500ユーロ（約18万円）程度とイタリアの給与水準からみれば高いが、スイスの給与水準に比較して低い。スイスでの採用基準の厳しさから「なり手不足」の問題がなっており、「スイス衛兵財団」は採用基準の一つである「学歴」の問題をクリアするために学費の援助などをしている。兜などの装備の一部を寄付に頼っている。

## 職務
職務は儀仗と警察であり、任務の主な対象はローマ教皇の警護、バチカン訪問の外国の要人及び巡礼者の警護、教皇の住居とバチカン市国の城門の警備、コンクラーヴェ中の枢機卿団の身体検査や警護である。
伝統として剣や長斧の訓練も受けているが儀礼的な意味が強いため、SIG P220やSIG SG550などの銃器も導入しているが、詳細は警備上の理由で明らかにされていない。
派手な制服 (Galauniform) はルネサンス風のデザインで、1914年にそれ以前の制服を改良する形で制定されたものである。5月6日の入隊宣誓式においては、さらにきらびやかな兜と胸甲も着用される。この他には地味な青色の勤務服 (Exerzieruniform、直訳は教練服) が存在し、サンタンナ門の警備班が着用し、その他に訓練や夜勤の際にも用いられる。
式典などで着用する兜は16世紀に採用されたデザインを継承しており、鉄を鍛造した本体に革の内張を取り付けるもので、重量は2kgだった。2019年にはスイスの企業がオリジナルのヘルメットをスキャンしたデータを元に3Dプリンタで作成することで、風通しがよく紫外線対策も施しながら、塗装や革の内張により同じ外観で重量を570グラムに抑えた新型に変更された。作成にかかる時間も大幅に短縮されている。導入の資金は企業や個人からの寄付でまかなっている。
衛兵隊の公用語はイタリア語とドイツ語である。

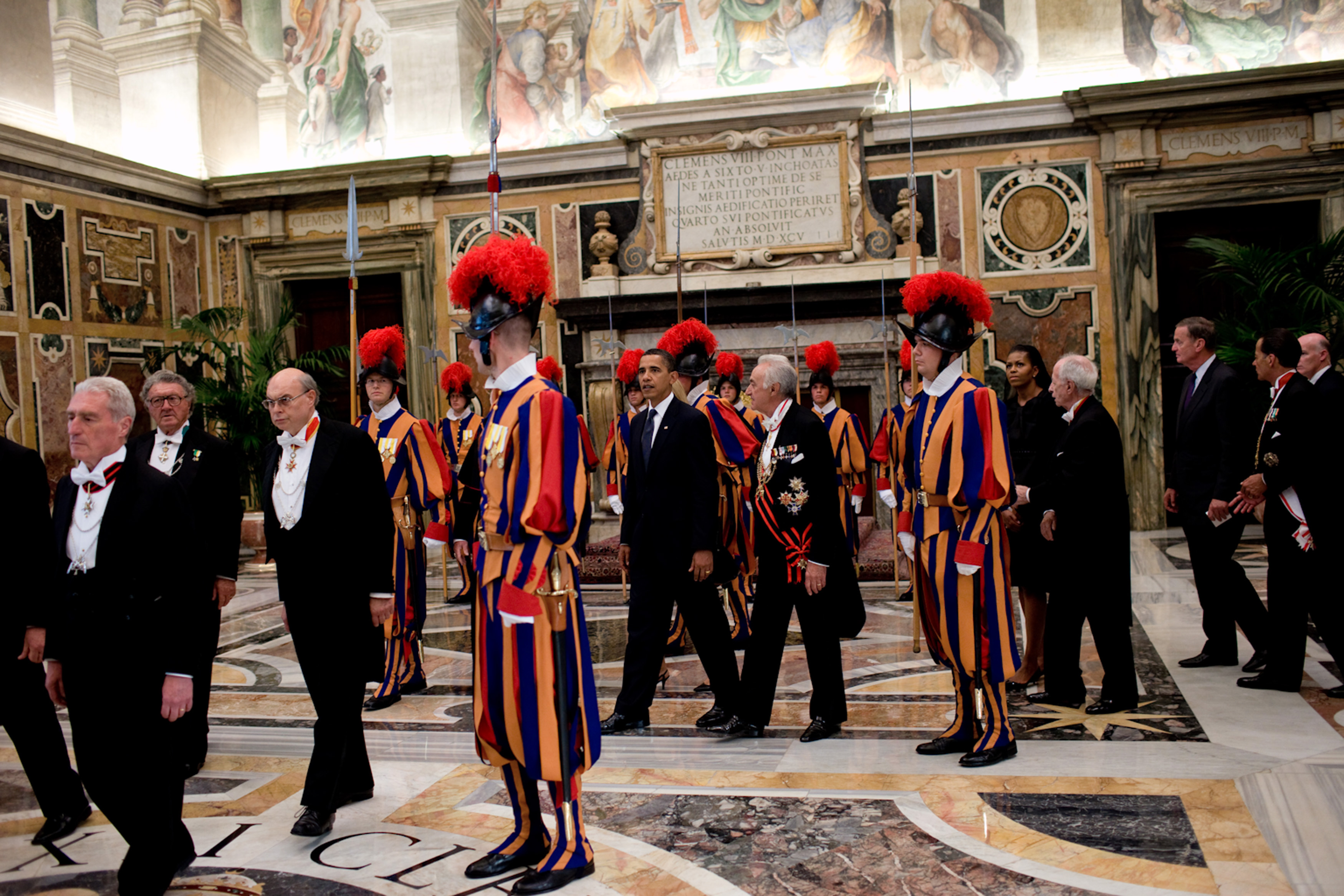
バラク・オバマアメリカ合衆国大統領夫妻の警護をするスイス衛兵
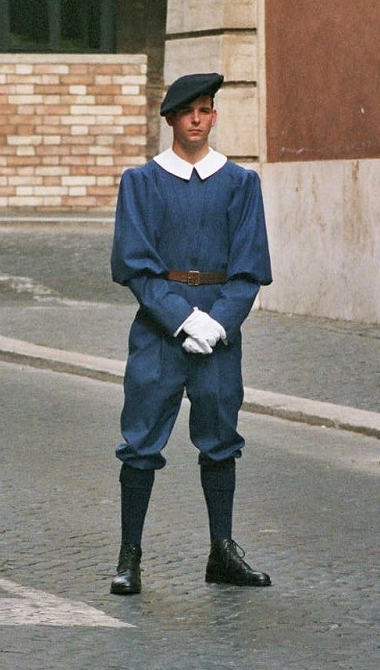
Exerzieruniformを着用したスイス衛兵

## 採用

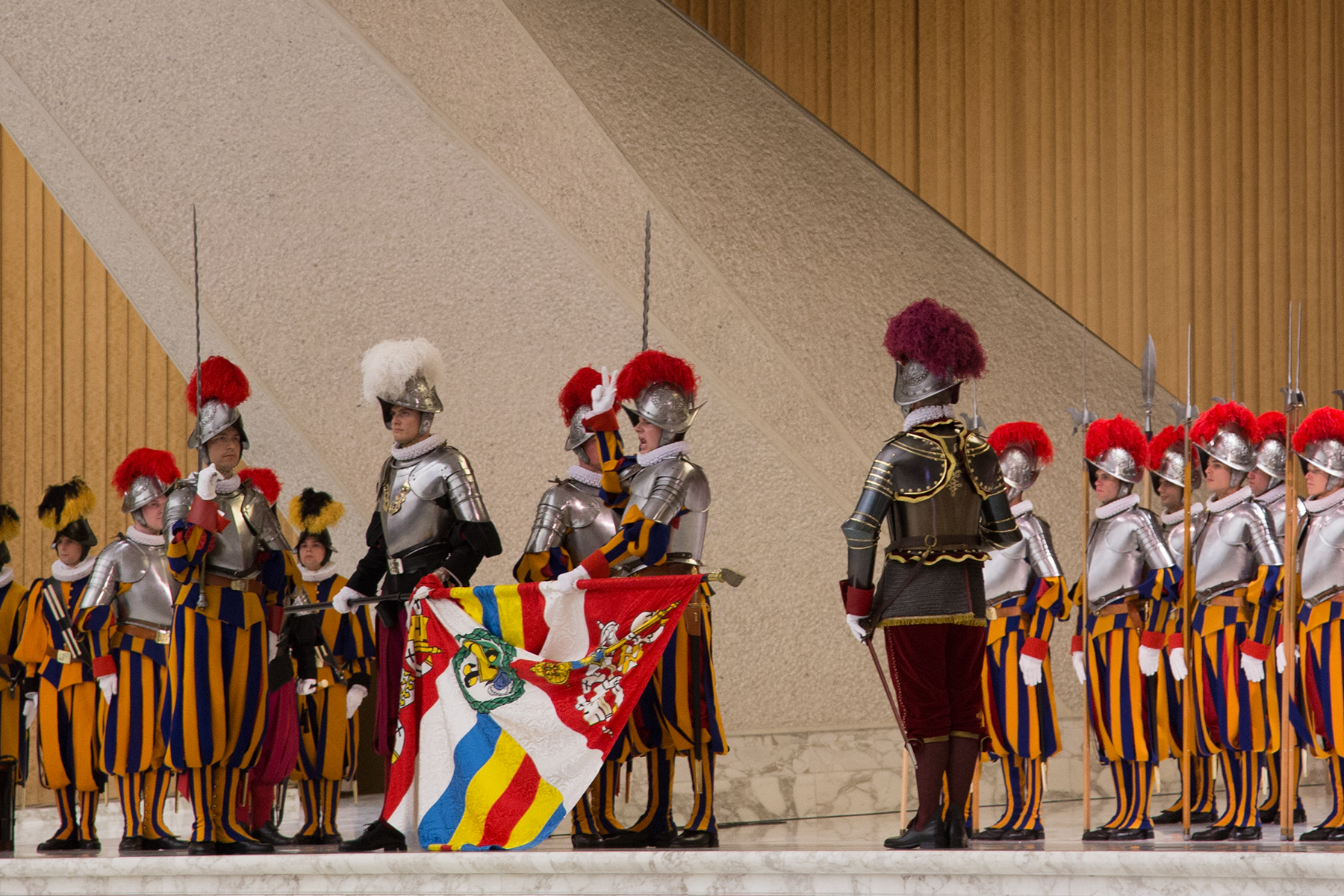
パウロ6世記念ホールでの入隊式で宣誓をするスイス衛兵。左手で隊旗を握り、右手で親指、人差し指、中指の3本の指を立てるジェスチャー（シュヴーアハンド）をとる。3本の指は「三位一体」を表す。(2013年5月6日)

毎年、ローマ略奪のあった5月6日にバチカンのパウロ6世記念ホールで入隊式が執り行われている。以下のような宣誓が行われる。
チャプレン「私は信仰深く、忠実に、そして尊敬の念をもって教皇何某とその正当な後継者らに仕えること及び、必要とあればそれらを守るために命を投げ出す強さと、自己犠牲をもって自身をささげることを宣誓す。使徒座空位のときの枢機卿団についても同様である。さらに私は司令官と上位者にたいして、尊敬、忠誠と恭順を約束する。ここに宣誓す！神と守護聖人が私を助けますように！」
新衛兵「私、何某は、勤勉かつ敬虔に、ここに読み上げられ、神が私に与え、守護聖人が私を支えるすべてを遵守することを宣誓す」

### 採用基準
今日の任用基準は次の通り。
- 男性
- カトリックのスイス市民
- 年齢は19歳から30歳まで
- 身長は1.74メートル以上
- 中等学校または相当する職業訓練校と、スイス軍の基礎訓練課程を修了
- スポーツ能力と人品が良好であること
- 伍長と兵は独身であること

## 編制
2024年現在の編制は次の通り。計135名で、3個グループ (Geschwader) より構成される。

### 階級[6]

#### 将校
- 司令官（大佐、1名）
- 副司令官（中佐、1名）
- チャプレン（中佐相当、1名）
- 少佐（1名）
- 大尉（2名）
- 中尉（3名）

#### 下士官・兵
- 曹長（1名）
- 軍曹（9名）
- 伍長（14名）
- 副伍長（17名）
- ハルバード兵（85名）

## 装備

### 伝統的な武器
- 剣
- 棍棒
- ハルバード
- パルチザン (武器)（英語版）
- フランベルジュ
- プレートアーマー

### 現代の武器
- SIG SAUER P220 (P75)
- グロック19
- H&K MP5
- H&K MP7
- SIG SG550
- SIG SG552